# Пудучеррі
Пудучеррі (там. புதுச்சேரி, புதுவை або பாண்டிச்சேர, фр. Pondichéry, англ. Puducherry, гінді पॉंडिचेरी) — союзна територія у складі Індії. Столиця — Пудучеррі.
Назва Пудучеррі, згідно з тамільською вимовою, прийнята як офіційна у вересні 2006 року. Тамільською пудучеррі означає «нове село».

## Географія
Територія Пудучеррі утворена чотирма невеликими несуміжними областями (колишні французькі колонії) — Мае на узбережжі Аравійського моря і Пудучеррі, Карайкал (Карікал) і Янам (Янаон) на узбережжі Бенгальської затоки.